# 그녀가 떠날 때
그녀가 떠날 때(Die Fremde, When We Leave)는 독일, 튀르키예에서 제작된 페오 알라다그 감독의 2010년 드라마 영화이다. 시벨 케킬리 등이 주연으로 출연하였고 페오 알라다그 등이 제작에 참여하였다.
이 영화는 제60회 베를린 국제 영화제에서 초연되었다. 스페셜 파노라마 섹션에서 상영되었으며 유로파 시네마스 레이블상을 받았다. 2010년 3월 11일 독일에서 개봉이 시작되었다.

## 출연

### 주연
- 시벨 케킬리

### 조연
- 니잠 쉴러
- 데리아 알라보라
- 세타 탄리오겐
- 타머 이깃
- 누셀 키세
- 세르하르 찬
- 플로리안 루카스
- 알바라 호펠스
- 아람 아라미
- 우푸크 바이락타르
- 에딘 하사노비치

## 제작진
- 미술: 실크 뷰어
- 의상: 지오이아 라스페
- 배역: 울리케 뮬러
- 배역: 하리카 우이거